# 瓦伊利亞山

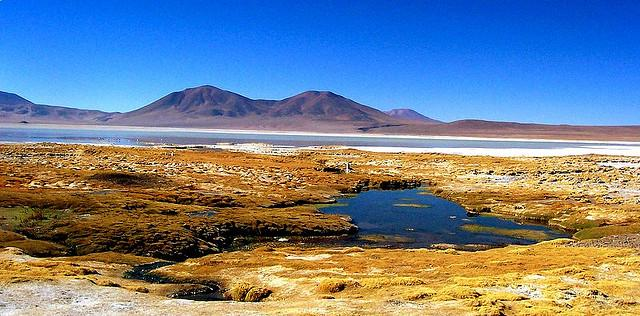

瓦伊利亞山（Waylla），是南美洲的山峰，位於玻利維亞和智利接壤的邊境，處於維拉科柳山東北面，屬於安第斯山脈中玻利維亞西部山脈的一部分，海拔高度4,923米。
20°22′S 68°44′W / 20.367°S 68.733°W